# اشتفان تیوس
اشتفان تیوس (انگلیسی: Stefan Tewes؛ زادهٔ ۲۴ نوامبر ۱۹۶۷) بازیکن هاکی روی چمن اهل آلمان بود.
وی در مسابقات کشوری و بین‌المللی در مجموع برندهٔ ۱ مدال طلا شده‌است.